# Olympische Sommerspiele 1976/Teilnehmer (Marokko)
| Gelbes Symbol für Goldmedaillen mit stilisierten Olympischen Ringen | Graues Symbol für Silbermedaillen mit stilisierten Olympischen Ringen | Braundes Symbol für Bronzemedaillen mit stilisierten Olympischen Ringen |
| ------------------------------------------------------------------- | --------------------------------------------------------------------- | ----------------------------------------------------------------------- |
| —                                                                   | —                                                                     | —                                                                       |

Marokko nahm an den Olympischen Sommerspielen 1976 in Montreal mit einer Delegation von neun männlichen Athleten in zwei Sportarten teil. Ein Medaillengewinn gelang nicht.
Die Delegation war ursprünglich größer, doch Marokko schloss sich nach drei Wettkampftagen dem Boykott zahlreicher afrikanischer Länder an, die gegen die Teilnahme Neuseelands protestierten. Die neuseeländische Rugby-Union-Nationalmannschaft war vor den Spielen zu einer umstrittenen Südafrika-Tour aufgebrochen und hatte damit gegen das wegen dessen Apartheidspolitik verhängte „Sportembargo“ verstoßen.

## Teilnehmer nach Sportarten

### Boxen
- Abderrahim Najm
Halbfliegengewicht: in der 1. Runde ausgeschieden

- Mbarek Zarrougui
Fliegengewicht: in der 2. Runde ausgeschieden

- Mohamed Rais
Bantamgewicht: in der 1. Runde ausgeschieden

- Mohamed Saoud
Mittelgewicht: in der 1. Runde ausgeschieden

- Abdel Latif Fatihi
Halbschwergewicht: in der 1. Runde ausgeschieden

### Ringen
- Mohamed Karmous
Fliegengewicht: in der 2. Runde ausgeschieden

- Ali Lachkar
Bantamgewicht: in der 2. Runde ausgeschieden

- Mohamed Bahamou
Leichtgewicht: in der 1. Runde ausgeschieden

- Brahim Toughza
Weltergewicht: in der 1. Runde ausgeschieden